# Campephagidae

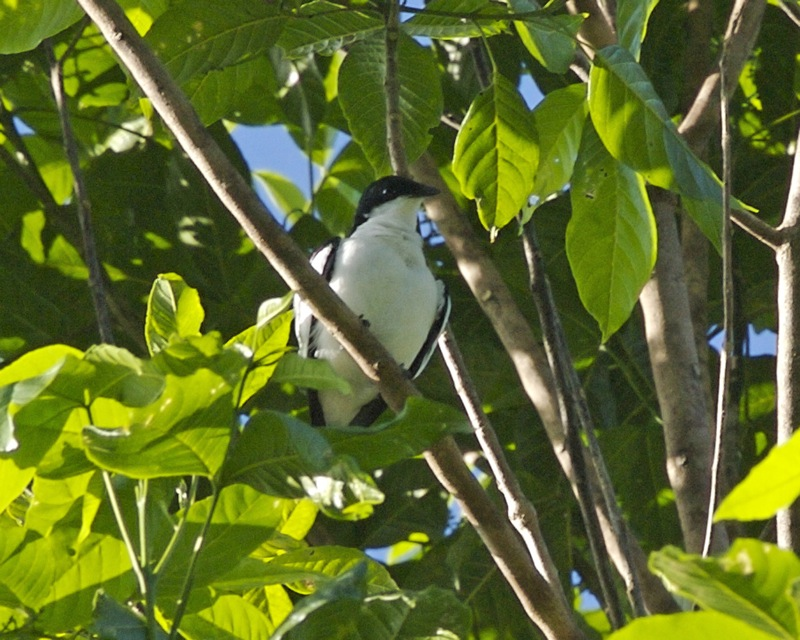
Lalage atrovirens

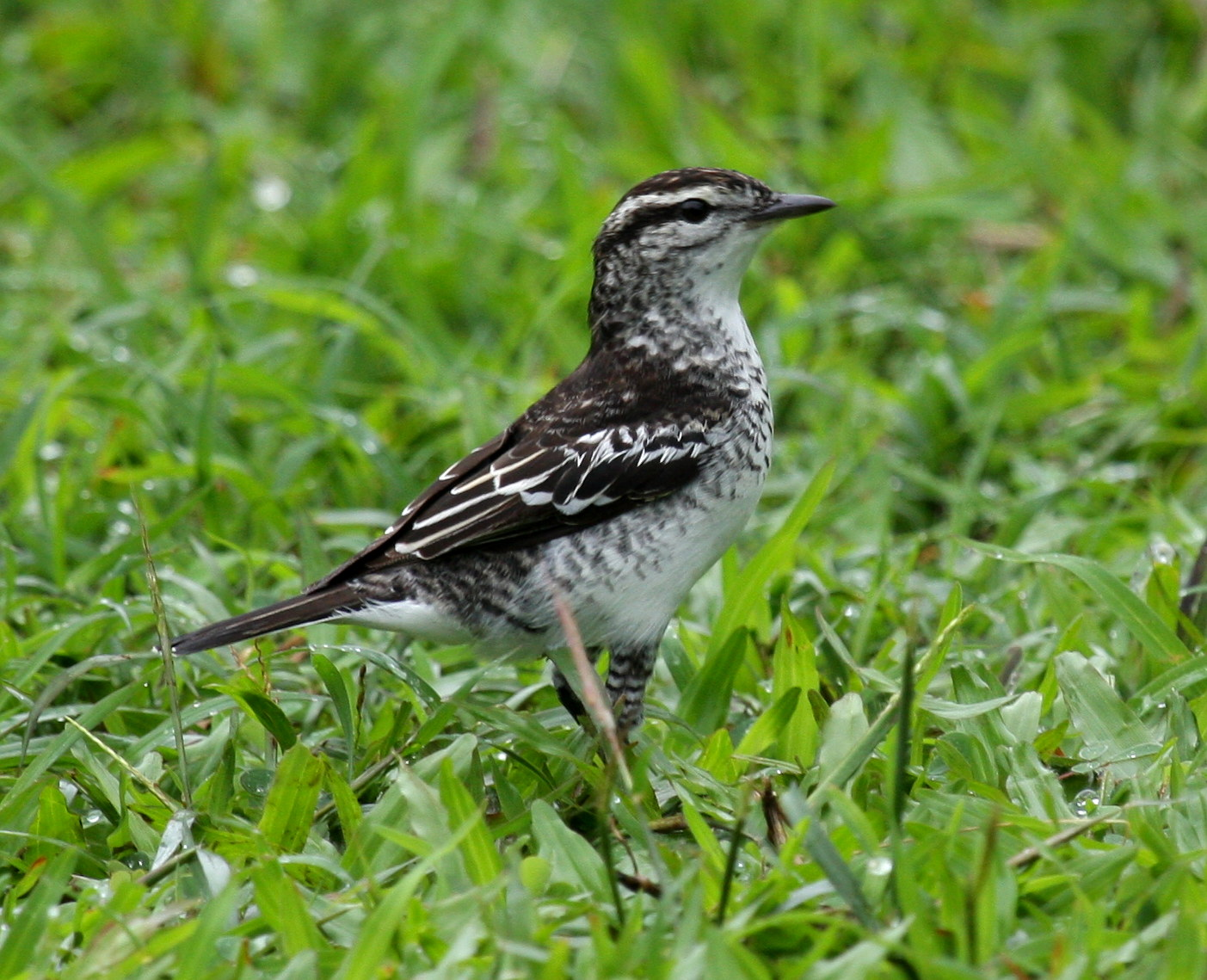
Lalage maculosa

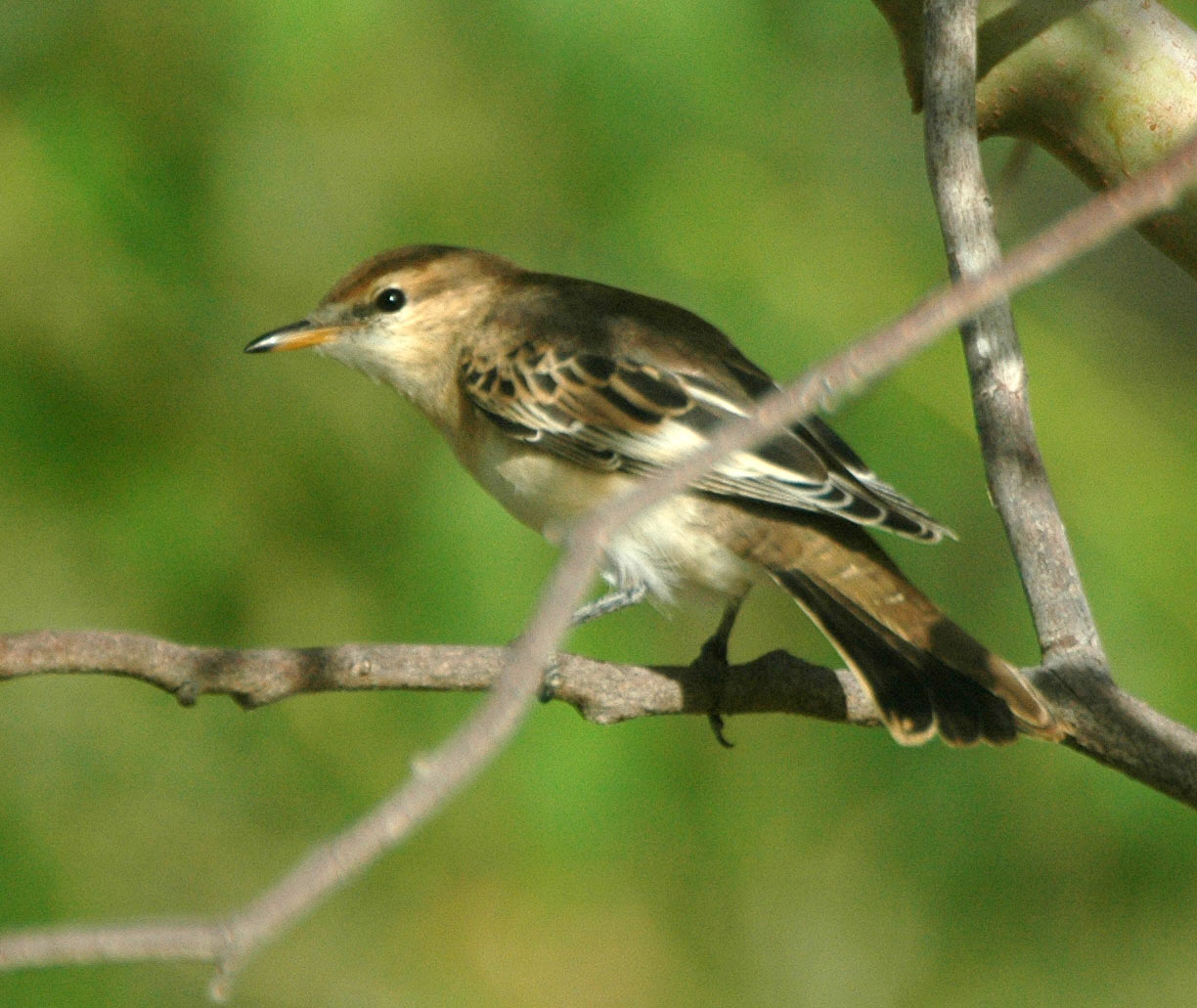
Lalage tricolor

Omidarii (Campephagidae) sunt o familie de păsări cântătoare care cuprind ca. 80 de specii care trăiesc în regiunile tropicale, din Africa (Sahara), Asia de Sud, Oceania, Australia și Tasmania, ajungând în nord până în Japonia și Asia de Nord Est. 

## Caractere generale
Omidarii sunt păsări de talie mică și mijlocie, cu mandibula superioară dințată, ciocul se termină în formă de cârlig la vârf. Baza ciocului are vibrize. Coloritul penajului este diferit după sex. Cuiburile sunt construite în formă de cupă fiind căptușite cu mușchi și plasate pe ramurile arborilor înalți. Puii în primele zile au corpul acoperit cu puf, urmat de un penaj de culoare albă. Păsările preferă pădurile umede, trăiesc în grupuri mici, iar numai în timpul perioadei de reproducere se separă în perechi. Hrana păsărilor din această familie constă în special din omizi, dar consumă și insecte sau fructe.

## Sistematică
- Genul Pteropodocys
  - Pteropodocys maxima
- Genul Coracina
  - Coracina macei
  - Coracina larvata
  - Coracina javensis
  - Coracina schisticeps
  - Coracina personata
  - Coracina caledonica
  - Coracina novaehollandiae
  - Coracina caeruleogrisea
  - Coracina striata
    - Coracina striata cebuensis

  - Coracina bicolor
  - Coracina atriceps
  - Coracina fortis
  - Coracina temminckii
  - Coracina lineata
  - Coracina boyeri
  - Coracina leucopygia
  - Coracina papuensis
  - Coracina longicauda
  - Coracina parvula
  - Coracina abbotti
  - Coracina analis
  - Coracina pectoralis
  - Coracina azurea
  - Coracina caesia
  - Coracina graueri
  - Coracina cinerea
  - Coracina typica
  - Coracina newtoni
  - Coracina tenuirostris
    - Coracina tenuirostris edithae

  - Coracina coerulescens
    - Coracina coerulescens altera
    - Coracina coerulescens deschauenseei

  - Coracina dohertyi
  - Coracina sula
  - Coracina dispar
  - Coracina mindanensis
  - Coracina morio
  - Coracina ceramensis
  - Coracina incerta
  - Coracina schisticeps
  - Coracina melas
  - Coracina montana
  - Coracina holopolia
  - Coracina mcgregori
  - Coracina polioptera
  - Coracina ostenta
  - Coracina melaschistos
  - Coracina fimbriata
  - Coracina melanoptera
  - Coracina cucullata
  - Coracina dobsoni
  - Coracina ingens
  - Coracina insperata
  - Coracina monacha
  - Coracina nesiotis
  - Coracina remota
  - Coracina salomonis
  - Coracina welchmani
- Genul Campochaera
  - Campochaera sloetii
- Genul Lalage
  - Lalage melanoleuca
  - Lalage nigra
  - Lalage leucopygialis
  - Lalage sueurii
  - Lalage tricolor
  - Lalage aurea
  - Lalage atrovirens
    - Lalage moesta

  - Lalage leucomela
  - Lalage conjuncta
  - Lalage maculosa
  - Lalage sharpei
  - Lalage leucopyga
    - Lalage (leucopyga) leucopyga
- Genul Campephaga
  - Campephaga petiti
  - Campephaga flava
  - Campephaga phoenicea
  - Campephaga quiscalina
- Genul Lobotos
  - Lobotos lobatus
  - Lobotos oriolinus
- Genul Pericrocotus
  - Pericrocotus roseus
  - Pericrocotus cantonensis
  - Pericrocotus divaricatus
  - Pericrocotus tegimae
  - Pericrocotus cinnamomeus
  - Pericrocotus igneus
  - Pericrocotus lansbergei
  - Pericrocotus erythropygius
  - Pericrocotus solaris
  - Pericrocotus ethologus
  - Pericrocotus brevirostris
  - Pericrocotus miniatus
  - Pericrocotus flammeus
- Genul Hemipus
  - Hemipus picatus
  - Hemipus hirundinaceus